# 鴨頭丸帖
《鸭头丸帖》是王献之的一张草书作品，现存作品为唐人摹本，藏于上海博物馆。

## 内容
《鸭头丸帖》只有两行十五字：
|  | 鴨頭丸，故不佳。明當必集，當與君相見。 |

从内容可以看出，这是王献之服用了“鸭头丸”后写给朋友的一封信。据《嚴氏濟生方》，鸭头丸的作用是治疗“水腫，面赤煩渴，面目肢體悉腫，腹脹喘急，小便澀少”。

## 历史
宋朝，《鸭头丸帖》收录于《淳化阁帖》及《宣和书谱》。元朝时它曾收藏于元文宗内府，天历三年（1330年）赐给柯九思。
明朝，它也曾收录于内府中。据董其昌《画禅室随笔》，明神宗很喜欢它，常将它与虞世南《临乐毅论》、米芾《文赋》一起随身携带。万历年间，它由吴廷家收藏，见于《余清斋法帖》，因此董其昌和王肯堂得以观摩。清朝，它一直流落于民间，曾由廷雍收藏，1882年左右被徐树钧（徐自号“宝鸭斋”）收入，1910年徐去世后先归其子徐汉立，徐汉立在1927年将其卖掉，辗转几次后在1929年由叶恭绰在上海买下，1949年入藏上海博物馆。

## 印章和题记
其绢幅上有宋徽宗内府“双龙”、“政和”、“宣和”、“政龢”、“宣龢”以及“御书”印。但宋徽宗的瘦金书题签和“内府图书之印”已不见踪迹。此外，上面还有宋高宗的“绍兴”印。
原帖骑缝处有元文宗“天历之宝”印，下方有虞集小楷题字：“天历三年正月十二日，敕赐柯九思。侍书学士虞集奉敕题。”

## 真伪
徐邦达认为它是宋人作品，甚至不是摹本。但现一般认为（包括上海博物馆）是唐朝摹本。它是《淳化阁帖》的底本，现存的《鸭头丸帖》上还能看出双勾填墨的痕迹（如“集”的木字底）。

## 评价
董其昌评价为“極草縱之致”。宋高宗、柯九思曾将它误判为王羲之作品，杨守敬说它和其父的作品外异内同。